# Маннирони, Себастьяно
Себастьяно Маннирони (итал. Sebastiano Mannironi; 22 июля 1930, Нуоро, Королевство Италия — 11 июня 2015, Рим, Италия) — итальянский тяжелоатлет, бронзовый призёр летних Олимпийских игр в Риме (1960).

## Спортивная карьера
Трёхкратный участник Олимпийских игр (1956, 1960, 1964), на домашней Олимпиаде в Риме (1960) стал обладателем бронзовой медали. На Играх в Токио (1964) занял четвёртое место.
Являлся четырёхкратным призёром мировых первенств, завоевав дважды серебро (1957 и 1961) и дважды — бронзу (1958 и 1959). Имел 10 титулов европейских чемпионатов: победитель первенства в Вене (1961), пятикратный серебряный призёр (1956, 1958—1960 и 1963) и четырёхкратный обладатель бронзовых медалей (1953—1955 и 1966). В 1958 г. стал рекордсменом мира в рывке в полушелком весе.